# Jakob Fuglsang
Jakob Fuglsang   (Ginebra, 22 de març de 1985) és un exciclista danès, professional des del 2006 fins al 2025.
Professional des del 2005 a l'equip Designa Køkken, Jakob Fuglsang va disputar tant competicions en ruta com en BTT. Campió del món amateur de camp a través, va representar Dinamarca en aquesta disciplina als Jocs Olímpics de Pequín de 2008. Aquest mateix any comença a despuntar en curses en ruta, pujant al podi en tres curses franceses (els Tres dies de Vaucluse, la Ronde de l'Oise i la París-Troyes), i a l'agost s'imposà a la Volta a Dinamarca.
El 2009 finalitza en 6a posició de la Volta a Catalunya i del Critèrium del Dauphiné Libéré i guanya la Volta a Eslovènia i la Volta a Dinamarca.
El 2010 i el 2012 es proclamà Campió de Dinamarca en contrarellotge i el 2019 guanyà una etapa a la Volta a Espanya.
Les seves victòries més preuades són una medalla de plata als Jocs Olímpics de Rio de Janeiro (2016) en la cursa en línia, dos Critèrium del Dauphiné (2017 i 2019), una Lieja-Bastogne-Lieja (2019) i una Volta a Llombardia (2020).

## Palmarès en ciclisme de muntanya
- 2006
  -  Campió de Dinamarca en Camp a través
- 2007
  -  Campió del món sub-23 en Camp a través
  -  Campió de Dinamarca en marató de ciclisme de muntanya

## Palmarès en ruta
- 2008
  - 1r de la Volta a Dinamarca
- 2009
  - 1r de la Volta a Eslovènia i vencedor d'una etapa
  - 1r de la Volta a Dinamarca i vencedor d'una etapa
- 2010
  -  Campió de Dinamarca en CRI
  - 1r a la Volta a Dinamarca
- 2011
  - Vencedor d'una etapa de la Volta a Dinamarca
- 2012
  -  Campió de Dinamarca en CRI
  - 1r a la Volta a Luxemburg
  - 1r a la Volta a Àustria i vencedor d'una etapa
- 2016
  -  Medalla de plata als Jocs Olímpics de Rio de Janeiro en la cursa en línia
- 2017
  - 1r al Critèrium del Dauphiné i vencedor de 2 etapes
  - Vencedor d'una etapa al Tour d'Almati
- 2018
  - Vencedor d'una etapa al Tour de Romandia
- 2019
  - 1r a la Volta a Andalusia
  - 1r a la Lieja-Bastogne-Lieja
  - 1r al Critèrium del Dauphiné
  - Vencedor d'una etapa a la Tirrena-Adriàtica
  - Vencedor d'una etapa a la Volta a Espanya
- 2020
  - 1r a la Volta a Andalusia i vencedor de 2 etapes
  - 1r a la Volta a Llombardia
- 2022
  - 1r a la Mercan'Tour Classic Alpes-Maritimes

### Resultats al Tour de França
- 2010. 50è de la classificació general
- 2011. 50è de la classificació general
- 2013. 7è de la classificació general
- 2014. 36è de la classificació general
- 2015. 23è de la classificació general
- 2016. 52è de la classificació general
- 2017. Abandona (13a etapa)
- 2018. 12è de la classificació general
- 2019. Abandona (16a etapa)
- 2021. No surt (21a etapa)
- 2022. No surt (15a etapa)
- 2024. 38a posició

### Resultats a la Volta a Espanya
- 2009. 56è de la classificació general
- 2011. 11è de la classificació general.  Porta el mallot vermell durant 1 etapa
- 2011. 13è de la classificació general. Vencedor d'una etapa
- 2019. 13è de la classificació general

### Resultat al Giro d'Itàlia
- 2016. 12è de la classificació general
- 2020. 6è de la classificació general